# Base Aérea de Matsushima
La Base Aérea de Matsushima (松島飛行場 Matsushima Hikōjō?) (OACI: RJST) es un aeródromo militar de la Fuerza Aérea de Autodefensa de Japón. Se encuentra a 12,2 km al oeste de Ishinomaki, en la prefectura de Miyagi, Japón.
Desde 1981 es la sede del grupo de vuelo acrobático Blue Impulse, año en el que fue trasladado desde la Base Aérea de Hamamatsu, donde fue creado en 1960.
En 1971 un caza F-86F Sabre de esta base se estrelló contra un Boeing 727, causando 162 muertes. Durante el terremoto y tsunami de Japón de 2011, la base se inundó y dieciocho Mitsubishi F-2B que pertenecían al Escuadrón 21, así como otras naves, fueron dañados o destruidos.

## Unidades
- Comando de Entrenamiento de Vuelo
  - Ala 4
    - Escuadrón de Entrenamiento de Combate 21 (Mitsubishi F-2B)
    - Escuadrón 11, grupo de vuelo acrobático Blue Impulse
- Comando de Apoyo de Vuelo
  - Ala de Salvamento Aéreo de Matsushima (UH-60J, U-125A)